# 頓巴斯航空航點
截至2011年6月，頓巴斯航空有以下目的地：

## 中東
- 亞美尼亞
  - 埃里溫：茲瓦爾特諾茨國際機場
- 阿塞拜疆
  - 巴庫：蓋達爾·阿利耶夫國際機場
- 格魯吉亞
  - 第比利斯：第比利斯國際機場
- 以色列
  - 特列維夫：本-古里安國際機場
- 土耳其
  - 伊斯坦布爾：阿塔圖爾克國際機場
- 阿聯酋
  - 杜拜：杜拜國際機場

## 歐洲
- 塞浦路斯
  - 拉納卡：拉納卡國際機場
- 希臘
  - 雅典：雅典國際機場
- 立陶宛
  - 維爾紐斯：維爾紐斯國際機場
- 俄羅斯
  - 莫斯科：多莫傑多沃國際機場
- 烏克蘭
  - 頓涅茨克：頓涅茨克國際機場 樞紐
  - 卡爾可夫：哈爾科夫國際機場
  - 基輔：鮑里斯波爾國際機場 樞紐
  - 敖德薩：敖德薩國際機場
  - 辛菲洛普：辛菲洛普國際機場